# Emanuel Pârvu
Emanuel Pârvu (n. 12 februarie 1979, București, România) este un actor, regizor și scenarist român.

## Biografie

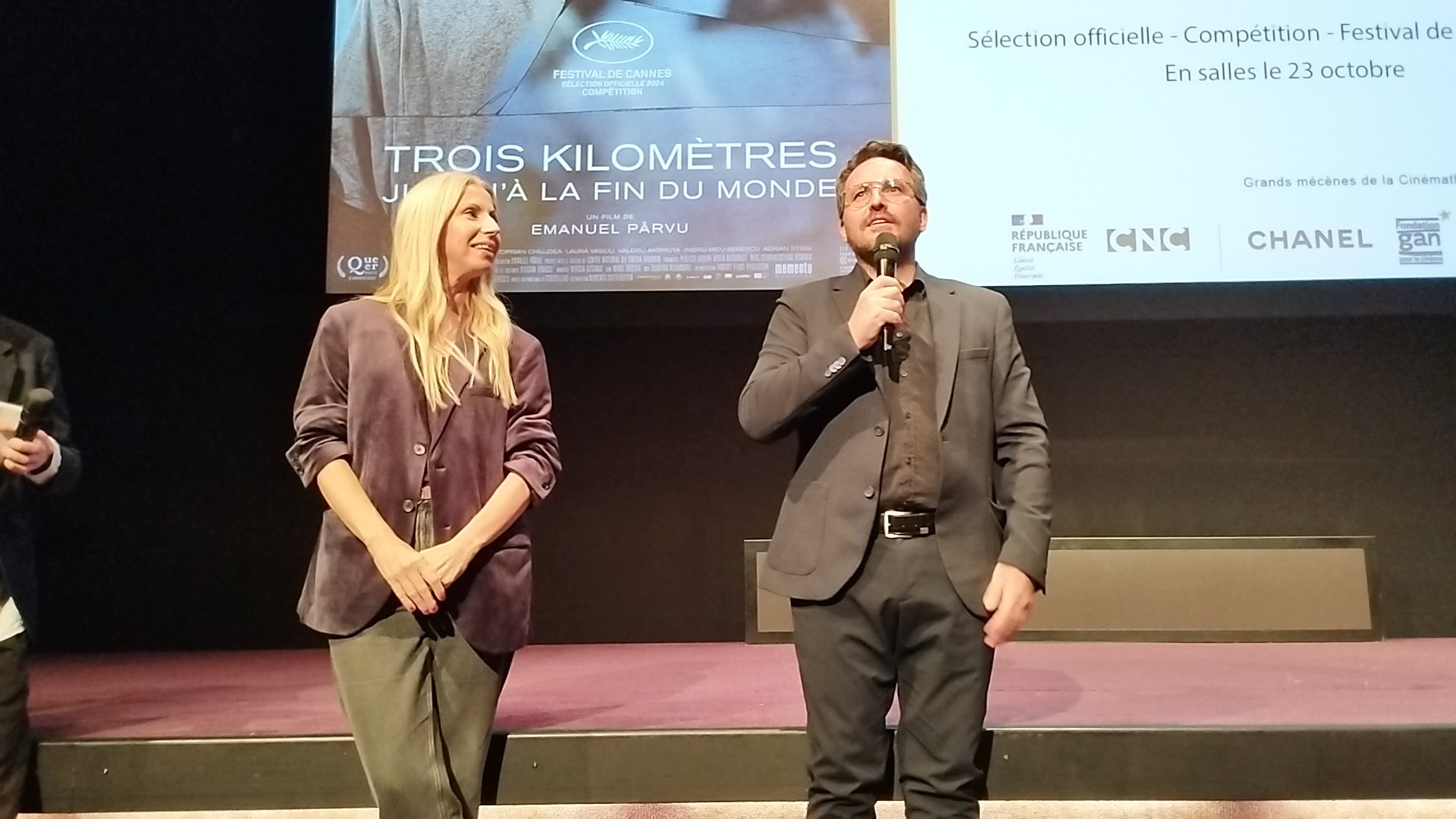
Emanuel Pârvu (dreapta) în 2024

A absolvit Universitatea Națională de Artă Teatrală și Cinematografică Ion Luca Caragiale. Și-a făcut debutul ca regizor cu scurtmetrajul O familie din 2008. În 2009, a jucat în filmul Bacalaureat de Cristian Mungiu.
În 2017, a primit premiul pentru cel mai bun regizor la Festivalul de Film de la Sarajevo pentru primul film de lungmetraj regizat, Meda sau Partea nu prea fericită a lucrurilor. Al doilea său film regizat, Mikado, a avut premiera la Festivalul Internațional de Film de la San Sebastián în 2021. Tot în 2021 a primit premiul Gopo pentru cel mai bun actor în rol secundar pentru rolul din filmul 5 Minute.
Al treilea film regizat de Pârvu, Trei kilometri până la capătul lumii, a fost selecționat pentru Palme d'Or la ediția din 2024 a Festivalului de Film de la Cannes, unde a primit premiul Queer Palm.

## Filmografie

### Filme de cinema
| An   | Titlu                                         | Regizor | Scenarist | Actor | Rol               | Note                                     | Ref.   |
| ---- | --------------------------------------------- | ------- | --------- | ----- | ----------------- | ---------------------------------------- | ------ |
| 2009 | Amintiri din Epoca de Aur 1                   | Nu      | Nu        | Da    | Inspectorul       | segmentul "Legenda unei vizite oficiale" | [ 6 ]  |
| 2009 | O familie                                     | Da      | Da        | Da    | Soțul             | Scurtmetraj                              | [ 2 ]  |
| 2010 | Portretul luptătorului la tinerețe            | Nu      | Nu        | Da    | Cpt. Seciu        | N/A                                      | [ 7 ]  |
| 2012 | Pui, cartofi prăjiți și-o Cola                | Da      | Da        | Nu    | N/A               | Scurtmetraj                              | [ 2 ]  |
| 2013 | 2                                             | Da      | Da        | Nu    | N/A               | Scurtmetraj                              | [ 2 ]  |
| 2013 | Retur                                         | Da      | Da        | Da    |                   | Scurtmetraj                              | [ 2 ]  |
| 2016 | Meda                                          | Da      | Da        | Nu    | N/A               | Scurtmetraj                              | [ 2 ]  |
| 2016 | Bacalaureat                                   | Nu      | Nu        | Da    | procurorul Ivașcu | N/A                                      | [ 7 ]  |
| 2016 | Fixeur                                        | Nu      | Nu        | Da    |                   | N/A                                      |        |
| 2017 | Meda sau Partea nu prea fericită a lucrurilor | Da      | Da        | Nu    | N/A               | N/A                                      | [ 2 ]  |
| 2017 | Aniversarea                                   | Nu      | Nu        | Da    | Sandu             | N/A                                      | [ 8 ]  |
| 2019 | 5 Minute                                      | Nu      | Nu        | Da    | Coman             | N/A                                      | [ 9 ]  |
| 2020 | 9 povești de dragoste și ură în izolare       | Nu      | Nu        | Da    |                   | N/A                                      | [ 10 ] |
| 2020 | Neidentificat                                 | Nu      | Nu        | Da    | Marius Preda      | N/A                                      | [ 11 ] |
| 2021 | Mikado                                        | Da      | Da        | Nu    | N/A               | N/A                                      | [ 4 ]  |
| 2021 | Scara                                         | Nu      | Nu        | Da    | Prezan            | N/A                                      |        |
| 2021 | Miracol                                       | Nu      | Nu        | Da    | Marius Preda      | N/A                                      | [ 11 ] |
| 2023 | Familiar                                      | Nu      | Nu        | Da    | Dragos Binder     | N/A                                      | [ 12 ] |
| 2024 | Trei kilometri până la capătul lumii          | Da      | Da        | Nu    | N/A               | N/A                                      | [ 13 ] |

| † | Filme care nu au fost încă lansate |

### Filme de televiziune
| An        | Titlu                       | Regizor | Scenarist | Actor | Rol            | Note                | Ref.   |
| --------- | --------------------------- | ------- | --------- | ----- | -------------- | ------------------- | ------ |
| 2005      | Catherine the Great         | Nu      | Nu        | Da    | Alexei Orloff  | Film de televiziune |        |
| 2006      | Pumpkinhead: Ashes to Ashes | Nu      | Nu        | Da    | Oliver Allen   | Film de televiziune | [ 14 ] |
| 2006–2007 | La urgență                  | Nu      | Nu        | Da    | Edi Leonte     | 7 episoade          | [ 3 ]  |
| 2009–2018 | În Puii Mei!                | Da      | Da        | Da    | Diferite       | 64 episoade         | [ 15 ] |
| 2018      | Hackerville                 | Nu      | Nu        | Da    | Tomi Damaschin | 4 episoade          | [ 3 ]  |

## Legături externe
- Emanuel Pârvu la CineMagia
- Emanuel Pârvu la Internet Movie Database